# Ла-Фронтера (Санта-Крус-де-Тенерифе)
Фронтера (ісп. La Frontera) — муніципалітет в Іспанії, у складі автономної спільноти Канарські острови, у провінції Санта-Крус-де-Тенерифе, на острові Ель-Єрро. Населення — 4124 особи (2010).
Муніципалітет розташований на відстані близько 1920 км на південний захід від Мадрида, 190 км на південний захід від Санта-Крус-де-Тенерифе.
На території муніципалітету розташовані такі населені пункти: (дані про населення за 2010 рік)
- Сабіноса: 310 осіб
- Ель-Гольфо: 3814 осіб

## Демографія
Динаміка населення (INE ):

## Галерея зображень

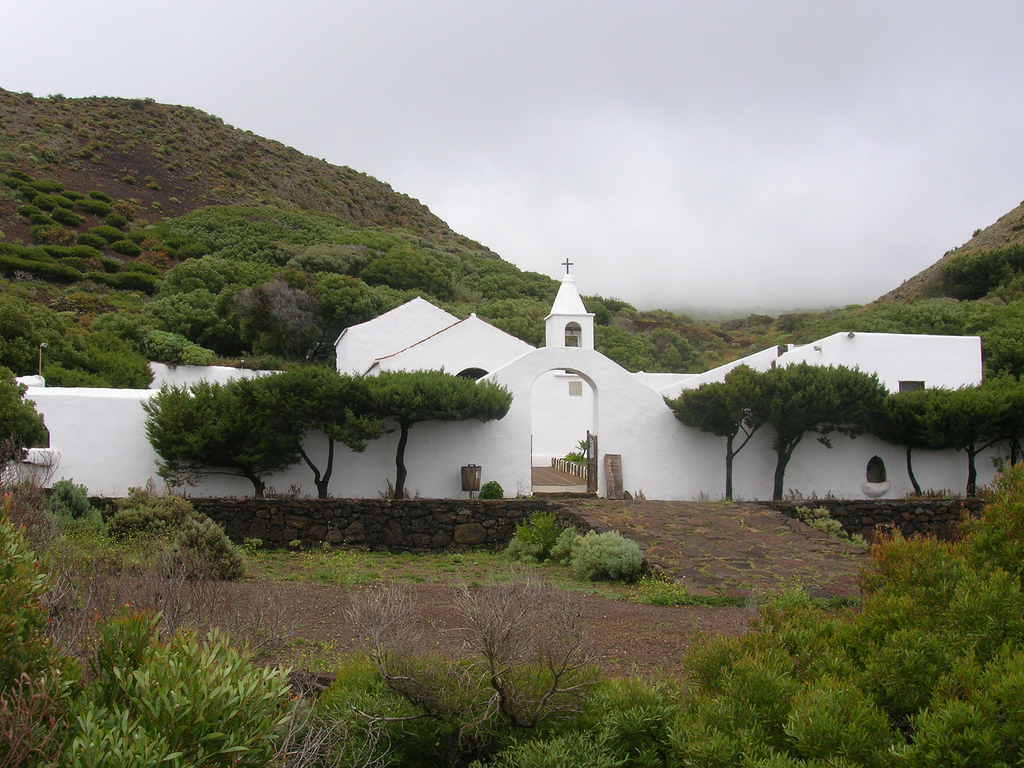
Каплиця Ла-Вірхен-де-лос-Реєс